# Ion Giurescu
Ion Giurescu (n. 14 octombrie 1955, București, România) este un politician român, fost deputat în Parlamentul României în legislatura 1996-2000 pe listele PDSR și în legislatura 2004-2008 pe listele PSD. În legislatura 1996-2000, Ion Giurescu a fost membru în grupul parlamentar de prietenie cu Republica Polonă. În legislatura 2004-2008, Ion Giurescu a fost membru în grupurile parlamentare de prietenie cu Republica Cehă, Republica Malta și Republica Elenă. 
În iulie 2006 a fost numit vicepreședinte al Comisiei de Supraveghere a Sistemului de Pensii Private și a demisionat din funcția de deputat, locul său fiind luat de Irinel Ioan Stativă.
În perioada 2003-2004, Giurescu a fost președintele Casei Naționale de Pensii și Alte Drepturi de Asigurări Sociale.